# Gehrden
Gehrden è una città di 14 611 abitanti della Bassa Sassonia, in Germania.

Appartiene alla regione di Hannover (targa H).
Le sue frazioni sono: Ditterke, Everloh, Lemmie, Lenthe, Leveste, Northen e Redderse.